# Zweckverband Oberschwäbische Elektrizitätswerke
Der Zweckverband Oberschwäbische Elektrizitätswerke (OEW) mit Sitz in Ravensburg ist ein Zusammenschluss von Gebietskörperschaften im südlichen Baden-Württemberg, der einen Anteil von 46,75 % (Stand Juni 2022) am Energieversorger EnBW hält. Zusammen mit einem zweiten Großaktionär, der NECKARPRI-Beteiligungsgesellschaft (Land Baden-Württemberg), die ebenfalls 46,75 % hält, bestimmt die OEW die Unternehmensstrategie der EnBW.

## Geschichte

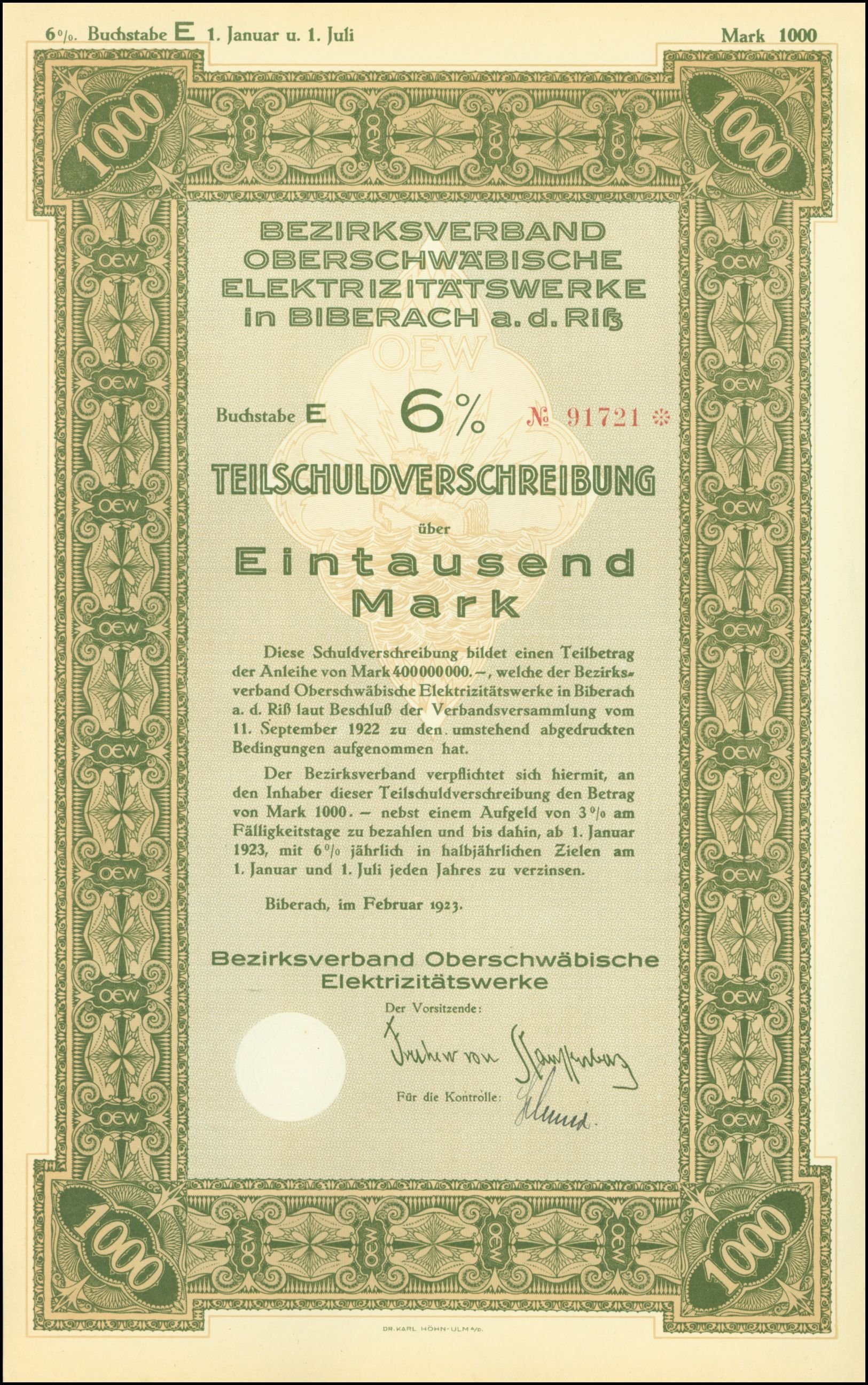
6 %-Teilschuldverschreibung des Bezirksverbandes Oberschwäbische Elektrizitätswerke vom Februar 1923; mit Unterschrift von Freiherr von Stauffenberg

Der Bezirksverband Oberschwäbische Elektrizitätswerke wurde am 20. Dezember 1909 in Ravensburg von Amtsversammlungen der drei Amtskörperschaften Ravensburg, Tettnang und Wangen gegründet. Einer ihrer Mitbegründer und ihr erster Vorsitzender war Franz Schenk von Stauffenberg. Die OEW war das erste gemeinnützige Unternehmen, welches in Württemberg von mehreren Gemeinden gemeinsam gegründet wurde. Es wurde das größte kommunale Überlandwerk in Württemberg.
Bis zum 1. Mai 1910 traten noch weitere Amtskörperschaften bei: Biberach, Blaubeuren, Ehingen, Laupheim, Leutkirch, Riedlingen, Saulgau, Waldsee und später auch Münsingen. Vertraglich angeschlossen wurden die drei preußischen Oberämter Gammertingen, Hechingen und Sigmaringen sowie der Gemeindeverband Elektrizitätsversorgung für Ulmer Alb-Gemeinden (1912).
Trotz der Schwierigkeiten, die der Erste Weltkrieg mit sich brachte, konnte bis Ende 1918 die Elektrifizierung der Gemeinden mit über 250 Einwohnern im Wesentlichen abgeschlossen werden. 1919 begann die OEW zur Sicherung der Stromversorgung mit dem Bau der drei Laufwasserkraftwerke an der Iller (Illerkraftwerke). Sie konnten in den Jahren 1923 bis 1927 in Betrieb genommen werden, zählen auch heute noch zu den größten in Baden-Württemberg und liefern bis zu 48 MW Strom. Mit der Beteiligung an den Vorarlberger Illwerken begann die internationale Zusammenarbeit über die Reichsgrenzen hinaus.

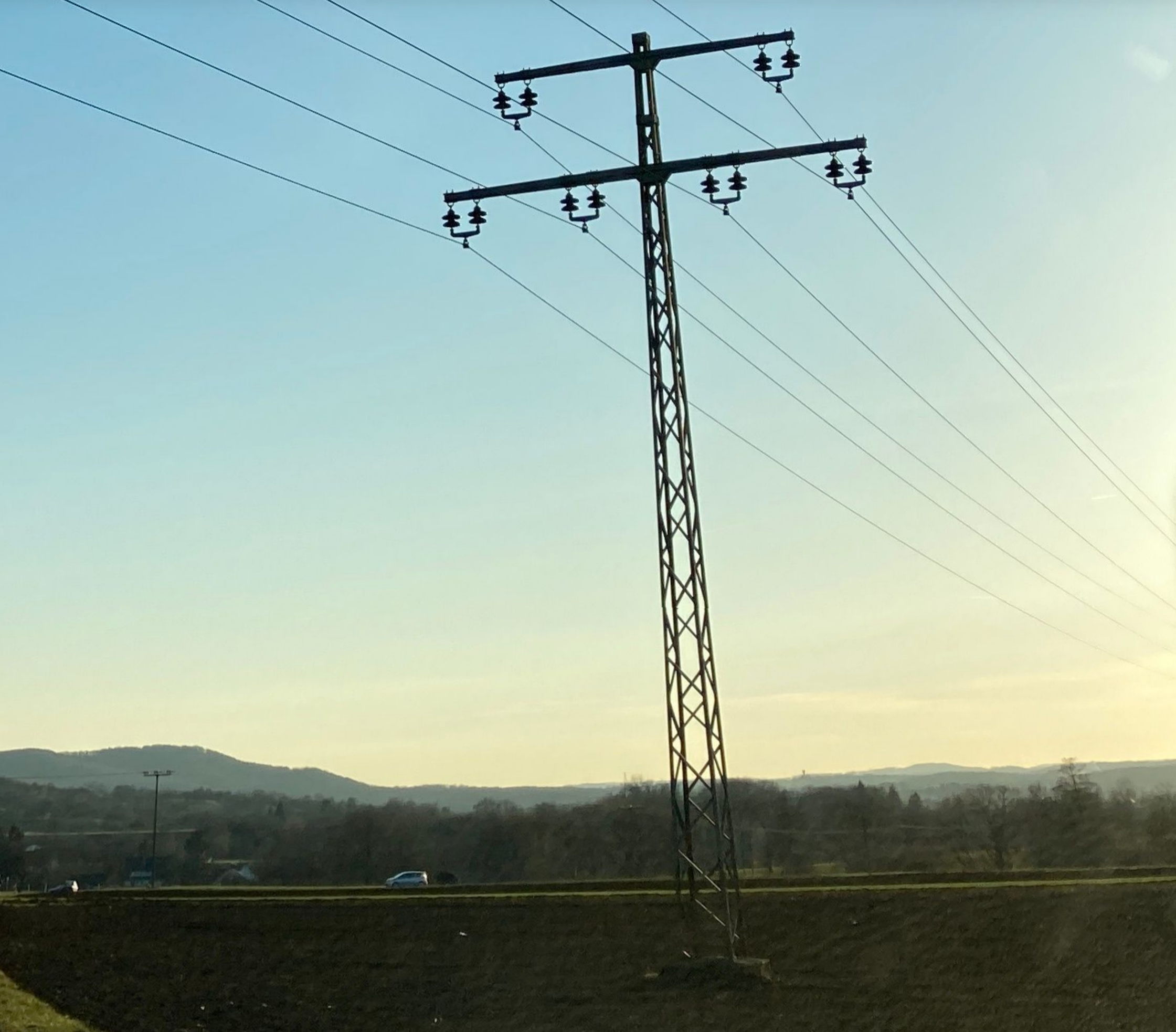
Ab den 1920er Jahren baute die OEW ein Netz von Mittelspanungsleitungen, welche meist zweikreisig auf typischen Donaumasten verlegt wurden. Viele dieser Masten existieren trotz des hohen Alters noch.

Die OEW hatte das Bestreben, eine einheitliche württembergische Landesstromversorgung aufzubauen. Dies führte 1931 zum Zusammenschluss mit dem Bezirksverband Heimbachkraftwerk Freudenstadt, dem die vier Bezirke Freudenstadt, Horb, Oberndorf und Sulz angehörten. Seit 1931 gehörten der OEW somit 19 württembergische Bezirksverbände an; 1920 waren Reutlingen und Urach, 1921 Balingen und 1924 das inzwischen wieder ausgeschiedene Reutlingen beigetreten. Vertraglich angeschlossen waren die beiden 1925 gebildeten hohenzollerischen Kreise Sigmaringen und Hechingen sowie 18 Gemeinden des Oberamtes Ulm.
Nach der Machtergreifung Adolf Hitlers wurde von der Reichsregierung eine Zusammenführung der vielen Einzelunternehmen der Energiewirtschaft angestrebt. Auf diesen Druck hin fusionierte zum 1. April 1939 die OEW mit der Elektrizitäts-Versorgung Württemberg zur Energie-Versorgung Schwaben AG (EVS). Die OEW war danach mit 47,79 % Hauptaktionär der EVS.
Mit der Kreisreform 1973, durch die die fünf OEW-Landkreise Ehingen, Horb, Münsingen, Saulgau und Wangen in anderen Landkreisen aufgingen, war auch eine Änderung des Verbandes notwendig. Zum Zweckverband gehören jetzt die Landkreise Alb-Donau-Kreis, Biberach, Bodenseekreis, Freudenstadt, Ravensburg, Reutlingen, Rottweil, Sigmaringen und Zollernalbkreis.
1997 fusionierten die Energie-Versorgung Schwaben und die Badenwerk AG zur EnBW AG, deren Hauptaktionäre von 2000 bis 2010 die OEW (45,01 %) und die französische Électricité de France (45,01 %) waren; gemäß einer im Mai 2000 geschlossenen Vereinbarung zwischen OEW und (sie galt bis Ende 2011) wurde EnBW paritätisch geführt. Im Dezember 2010 kaufte überraschend das Land Baden-Württemberg über seine Neckarpri-Beteiligungsgesellschaft mbH den EDF-Aktienanteil (siehe auch EnBW-Affäre).

## Weitere Beteiligungen
Die OEW hält außer der Beteiligung an der EnBW auch einen Anteile von 21 % an der Erdgas Südwest (ESW), der Rechtsnachfolgerin der EVS-Gasversorgung Süd GmbH (EGVS). Weiterhin ist sie mit 25,1 % an der NetCom BW, mit 24,95 % am EnBW Windpark Buchholz III, mit 16,66 % an der EnBW Onshore Portfolio GmbH, mit 20,00 % am Projekt Nachhaltigen Stadt Leutkirch im Allgäu und mit 4,21 % an der VNG AG beteiligt.
Überdies hielt die OEW Anteile an der (seit 2004 insolventen) AGIV Real Estate AG (zuletzt 14,2 %).

## Kultur
Die OEW wirkt durch ihre Kunst- und Kulturförderung über den energiewirtschaftlichen Bereich hinaus. Seit 1952 stellt sie den Mitgliedslandkreisen Gelder für diese Bereiche zur Verfügung. Heute umfasst die Kunstsammlung der OEW über 800 Kunstwerke und Werkgruppen, die vom 12. Jh. bis in die Gegenwart reichen. 1976 erneuerte die OEW den 1951 von den vier Landkreisen Biberach, Ravensburg, Saulgau und Wangen gestifteten Oberschwäbischen Kunstpreis. Ebenso unterstützt die OEW die 1996 gegründete Gesellschaft Oberschwaben für Geschichte und Kultur, die das oberschwäbische Regionalbewusstsein stärken, Oberschwaben als Geschichts- und Kulturlandschaft mit langer Tradition präsentieren und die wissenschaftliche Beschäftigung mit der Geschichte und Kultur Oberschwabens vorantreiben will. Durch die Unterstützung des Gedenkstättenverbundes Gäu-Neckar-Alb fördert die OEW die Zusammenarbeit zwischen den ehrenamtlichen Erinnerungsprojekten in der Region.
In verstärktem Maße tritt die OEW auch auf dem Kunstmarkt als Käufer auf, damit „verlorene Söhne und Töchter aus Oberschwaben (…) aus dem Kunsthandel heimgeholt werden (…) ins «Oberschwäbische Himmelreich»“. Die Erwerbungen werden als Dauerleihgaben in oberschwäbischen Museen präsentiert.

## Mitglieder

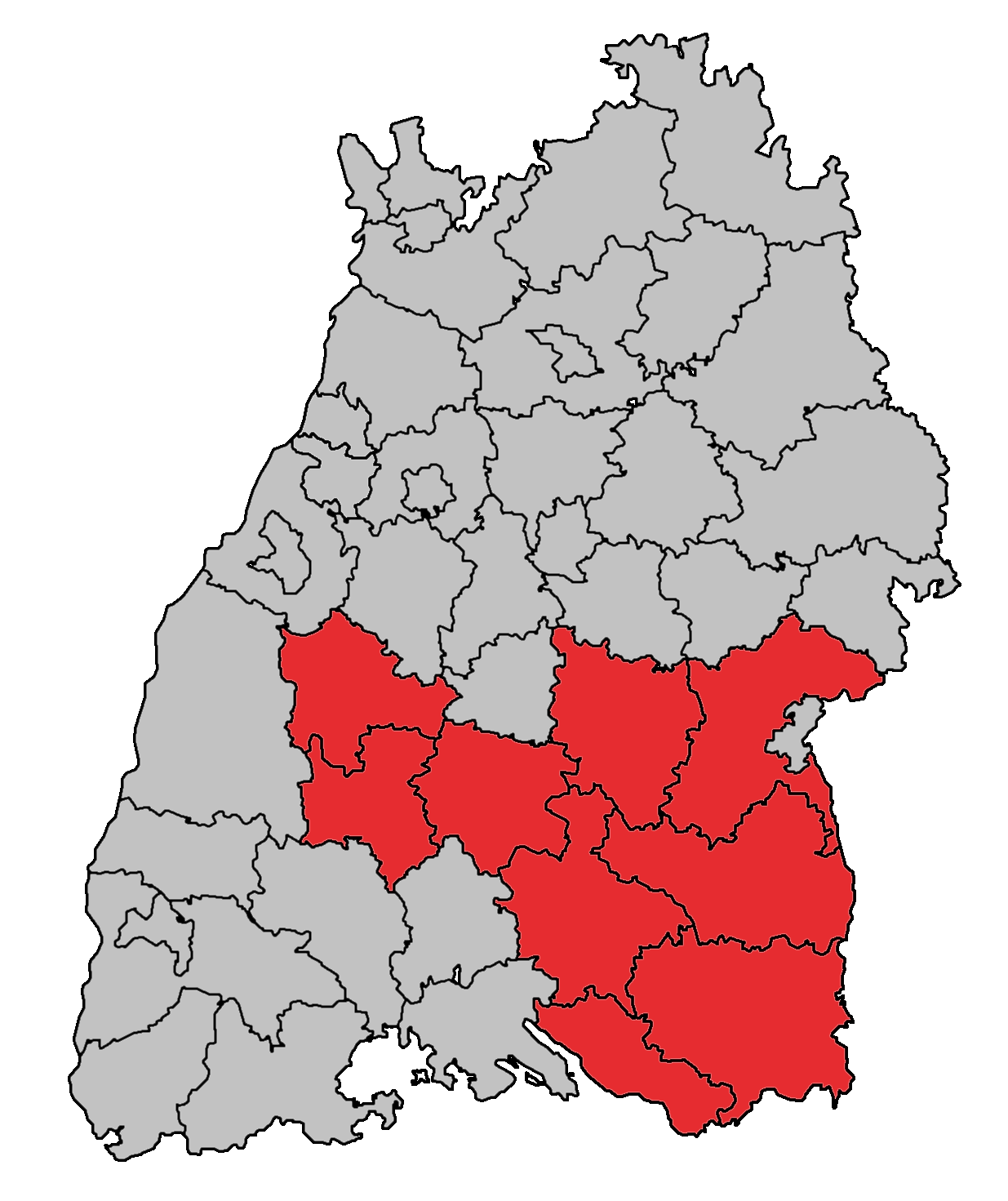
Mitglieder des Zweckverbands (rot)

Der Zweckverband Oberschwäbische Elektrizitätswerke hat heute folgende Mitglieder:
- Landkreis Ravensburg (21,821 %)
- Alb-Donau-Kreis (20,989 %)
- Bodenseekreis (15,812 %)
- Landkreis Biberach (11,126 %)
- Zollernalbkreis (8,712 %)
- Landkreis Rottweil (6,479 %)
- Landkreis Sigmaringen (6,229 %)
- Landkreis Freudenstadt (5,007 %)
- Landkreis Reutlingen (3,825 %)

## Verbandsvorsitzende
- 1909–1917 Otto Bockshammer, Oberamtmann des Oberamts Tettnang
- 1917–1935 Franz Schenk von Stauffenberg
- 1935–1945 Otto Barth, Landrat des Landkreises Ulm
- 1946–1951 Hermann Bendel, Landrat des Landkreises Ravensburg, Landgerichtspräsident (Tübingen und Ravensburg)
- 1951–1968 Karl Anton Maier Landrat des Landkreises Saulgau
- 1968–1978 Oskar Sailer, Landrat des Landkreises Ravensburg (CDU)
- 1978–1992 Wilfried Steuer, Landrat des Landkreises Biberach (CDU)
- 1992–1999 Guntram Blaser, Landrat des Landkreises Ravensburg (CDU)
- 1999–2005 Wolfgang Schürle, Landrat des Alb-Donau-Kreises (CDU)
- 2005–2006 Peter Schneider, Landrat des Landkreises Biberach (CDU)
- 2006–2012 Kurt Widmaier, Landrat des Landkreises Ravensburg (CDU)
- 2012–2016 Heinz Seiffert, Landrat des Alb-Donau-Kreises (CDU)
- 2016–2023 Lothar Wölfle, Landrat des Bodenseekreises (CDU)
- seit 2023 Stefanie Bürkle, Landrätin des Landkreises Sigmaringen (CDU)